# ياسر ابو طعمة

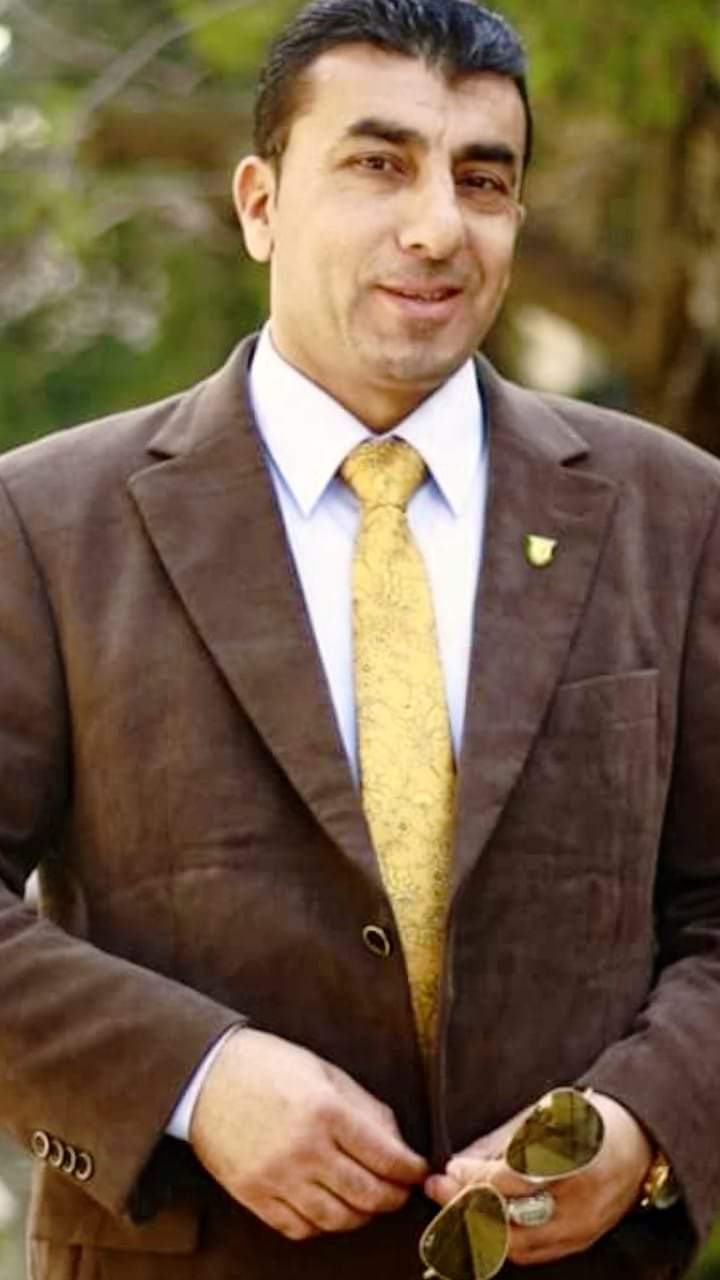

ياسر سلامة سالم بني أحمد (وُلد في 15 يوليو 1968 في قرية كفرخل بمحافظة جرش، المملكة الأردنية الهاشمية)، المعروف باسم ياسر أبو طعمة، هو أديب وكاتب وشاعر وباحث ومؤرخ ومحقق وفنان تشكيلي أردني بارز. يشغل منصب رئيس شعبة الأنشطة الثقافية والفنية في كلية عجلون الجامعية التابعة لجامعة البلقاء التطبيقية، ومدرب ومستشار في مؤسسة إنجاز لتوفير فرص العمل للشباب الأردني.
1. عضو رابطة الكتاب الأردنيين: انضم إلى الرابطة كعضو عامل نظراً لإسهاماته الأدبية والعلمية.
2. عضو الاتحاد العام للأدباء والكتاب العرب: عضو في هذه المنظمة العربية الكبرى التي تضم أدباء وكتاب من مختلف الدول العربية.
3. عضو اتحاد كتاب آسيا وإفريقيا وأمريكا اللاتينية: عضو في هذه المنظمة الدولية التي تعنى بالأدب المقارن والتبادل الثقافي.
4. عضو رابطة جراسيا للفنون الجميلة: عضو في هذه الرابطة الفنية الأردنية نظراً لإسهاماته في الفن التشكيلي.
اولاً: الكتب المؤلفة (المنشورة)
1. "محمد بن أبي عامر في الشعر الأندلسي خلال القرن الرابع الهجري" (2005):
   - صادر عن دار الكتاب الثقافي ودار المتنبي ودار الوضاح
   - دراسة في تاريخ الأدب الأندلسي
   - الطبعة الأولى، الأردن - إربد
2. "خاتم بلغاء كتاب الأندلس  الوزير الكاتب والشاعر أبو مروان عبدالملك الجزيري" (2009):
   - صادر عن دار الجنان للنشر والتوزيع
   - دراسة في تاريخ الأدب الأندلسي
   - الطبعة الأولى، الأردن - عمان
3. "أبو مروان عبدالملك الجزيري كاتباً وشاعرا" (2015):
   - صادر عن دار الحامد للنشر والتوزيع
   - الطبعة الأولى، الأردن - عمان
4. "تاريخ مدينة طليطلة (Toledo)" (2015):
   - دراسة جغرافية تاريخية
   - صادر عن دار الحامد للنشر والتوزيع
   - الطبعة الأولى، الأردن - عمان
5. "موسوعة تاريخ مملكة قرطبة (Cordoba)" (2025):
   - مجلدان يغطيان الفترة من 206 ق.م إلى 633 هـ/1236م
   - صادر عن دار ركاز للنشر والتوزيع
   - الطبعة الأولى، الأردن - إربد
6. *"تاريخ مملكة جيان (Jaen) الأندلسية"* (2025):
   - دراسة جغرافية تاريخية
   - صادر عن دار ركاز للنشر والتوزيع
   - الطبعة الأولى، الأردن - إربد
7. "الحياة العلمية والأدبية والثقافية والفكرية في قرطبة عصر الدولة الأموية" (2024):
   - دراسة تاريخية أدبية نقدية
   - صادر عن دار ركاز للنشر والتوزيع
   - الطبعة الأولى، الأردن - إربد
ثانياً: الكتب المحققة (المنشورة)
1. "غنية الفقير في حكم حج الأجير" للشيخ أبي بكر بن علي بن محمد بن ظهيرة الشافعي المكي (2013):
   - دراسة وتحقيق
   - صادر عن وزارة الثقافة الأردنية
   - مطبعة السفير، الطبعة الأولى، عمان
2. "قضاة قرطبة" لأبي عبد الله محمد بن الحارث الخشني (2008):
   - دراسة وتحقيق واستدراك
   - صادر عن دار الصميلي، الرياض
   - الطبعة الأولى
3. "قضاة قرطبة" (طبعة منقحة 2025):
   - صادر عن دار ركاز للنشر والتوزيع
   - الطبعة الأولى، الأردن - إربد
4. "الصلة في تاريخ علماء الأندلس" لابن بشكوال (2021):
   - دراسة وتحقيق في مجلدين (900 صفحة)
   - صادر عن دار الكتاب الثقافي
   - الطبعة الأولى، الأردن - إربد
ثالثاً: دواوين الشعر (المنشورة)
1. "وهج الذكريات" (2002):
   - وجدانيات وغزل عذري
   - مطبعة البهجة، الطبعة الأولى، إربد
2. "هل غادر الشعراء" (2004):
   - وجدانيات وغزل عذري
   - مطبعة البهجة، الطبعة الأولى، إربد
   - بدعم من أمانة عمان الكبرى
3. "صمود السنديان يا وطني" (2006):
   - قصائد وطنية
   - مطبعة رغدان، الطبعة الأولى، عمان
   - بدعم من أمانة عمان الكبرى
4. "القلائد اللؤلؤية في مدح خير البرية" (2015):
   - مدائح نبوية
   - صادر عن وزارة الثقافة الأردنية
   - مطبعة السفير، الطبعة الأولى، عمان
5. "زهرة الوديان" (2017):
   - وجدانيات وغزل عذري
   - صادر عن دار الكتاب الثقافي
   - الطبعة الأولى، إربد
6. "للقدس سلام ولبغداد تحية" (2021):
   - مراثي عربية
   - صادر عن دار الكتاب الثقافي
   - الطبعة الأولى، إربد
7. "الأندلس عشق لا ينتهي" (2022):
   - مراثي أندلسية
   - صادر عن دار الكتاب الثقافي
   - الطبعة الأولى، إربد
8. "ويبقى العشق في روحي ندياً" (2023):
   - وجدانيات وغزل عذري
   - صادر عن دار الكتاب الثقافي
   - الطبعة الأولى، إربد
المؤلفات قيد النشر
أولاً: الكتب المؤلفة
1. "الأطلال المنسية في تاريخ وديارات الأندلسية":
   - موسوعة في 5 أجزاء (6000 صفحة)
   - تغطي الجوانب الجغرافية والتاريخية والعمرانية والأثرية والعلمية والأدبية والثقافية والتراجمية
2. "تاريخ قاعدة شرق الأندلس مملكة بلنسية (Valencia)":
   - دراسة جغرافية تاريخية (400 صفحة)
   - تغطي الفترة من 77 ق.م إلى 636هـ/1238م
3. "تاريخ مدينة إشبيلية (Sevilla) الأندلسية":
   - دراسة جغرافية تاريخية أدبية (500 صفحة)
   - تغطي الفترة من 466م إلى 464هـ/1248م
4. "تاريخ مملكة مدينة مالقة الأندلسية (Malaga)":
   - دراسة جغرافية تاريخية
   - تغطي الفترة من 93-892هـ/711-1487م
5. "تاريخ مدينة المرية الأندلسية (Almeria)":
   - دراسة جغرافية تاريخية
   - تغطي الفترة من 344-895هـ/955–1489م
6. "تاريخ مدينة غرناطة الأندلسية (Granada)":
   - دراسة جغرافية تاريخية
   - تغطي الفترة من 93-897هـ/711-1492م
7. "باعث الدولة الأموية ومحيي إرثها في الأندلس (عبد الرحمن الداخل)":
   - دراسة تاريخية
8. "الزهراء والزاهرة حاضرتا مملكة قرطبة":
   - دراسة جغرافية تاريخية
9. "الموشحات الأندلسية بين النظرية والتطبيق":
   - تاريخ أدب أندلسي
10. "أغراض الموشحات الأندلسية":
    - دراسة أدبية
11. "النثر الفني في قرطبة والأندلس":
    - تاريخ أدب أندلسي
12. "أغراض وموضوعات الشعر الأندلسي في قرطبة والأندلس":
    - تاريخ أدب أندلسي
13. "الغناء والموسيقى ومجالس الطرب في قرطبة والأندلس":
    - دراسة أدبية نقدية
14. "شهرة أهل قرطبة بالعلوم اللغوية والنحوية":
    - تاريخ أدب أندلسي
ثانياً: الكتب المحققة
1. *"العدة والسلاح في أحكام النكاح"* للحضرمي التريمي:
   - موسوعة فقهية في مجلدين (1500 صفحة)
2. *"النزهة الزهية في أحكام الحمام الشرعية والطبية"* للحدادي المناوي:
   - دراسة وتحقيق
ثالثاً: دواوين الشعر
1. "إليك رسول الله عجت ركائبي":
   - مدائح نبوية
2. "حينما يتفتح النرجس ويزهر الإقحوان":
   - غزل عذري
3. "ما قبل الرحيل":
   - موضوعات متنوعة
المشاركات الفنية والثقافية
شارك أبو طعمة في العديد من المعارض الفنية التشكيلية والندوات والمؤتمرات الأدبية والثقافية والفكرية والمهرجانات الشعرية والأمسيات الثقافية في الأردن وخارجها. كما نشرت أعماله الفنية في عدة مجلات وصحف أردنية وقنوات.
1. 1 2  "وزارة الثقافة الأردنية". culture.gov.jo. اطلع عليه بتاريخ 2025-05-18.
2. ↑  "جامعة البلقاء التطبيقية ::  دورات لمؤسسة انجاز في كلية عجلون الجامعية". www.bau.edu.jo. مؤرشف من الأصل في 2021-10-15. اطلع عليه بتاريخ 2025-05-18.
3. 1 2  "الفنان التشكيلي أبو طعمة يقيم معرضاً فنياً منوعاً". www.gerasanews.com. اطلع عليه بتاريخ 2025-05-18.
4. ↑  archive (25 يوليو 2011). ""محمد بن ابي عامر المعافري" للشاعر ابي طعمة". جريدة الغد | مصدرك الأول لأخبار الأردن والعالم. اطلع عليه بتاريخ 2025-05-18.
5. ↑  "محمد بن أبي عامر المعافري في الشعر الأندلسي خلال القرن الرابع الهجري". books.altafser.com. اطلع عليه بتاريخ 2025-05-18.
6. 1 2  "كتاب جديد يتأمل «الحياة العلمية والأدبية والثقافية والفكرية في قرطبة عصر الدولة الأموية»". جريدة الدستور الاردنية. مؤرشف من الأصل في 2024-08-19. اطلع عليه بتاريخ 2025-05-18.
7. ↑  "خاتم بلغاء كتاب الاندلس(أبو مروان عبد الملك الجزيزي394 ه – 1004 م) – Bibliothèque Beit Al Hikma". اطلع عليه بتاريخ 2025-05-18.
8. ↑  "تفاصيل لـ: خاتم بلغاء كتاب الأندلس : الوزير الكاتب الشاعر أبو مروان عبد الملك الجزيري / › Birzeit University Libraries' Online Catalog الفهرس". koha.birzeit.edu. اطلع عليه بتاريخ 2025-05-18.
9. ↑  "أبو مروان عبد الملك الجزيري كاتبا و شاعرا (دراسة في تاريخ الأدب الأندلسي) – Bibliothèque Beit Al Hikma". اطلع عليه بتاريخ 2025-05-18.
10. 1 2  "كتاب تاريخ مدينة طليطلة". مؤرشف من الأصل في 2025-05-19. اطلع عليه بتاريخ 2025-05-18.
11. ↑  "تاريخ مدينة طليطلة | الكُتْبا". alkutba.gov.jo. مؤرشف من الأصل في 2022-08-08. اطلع عليه بتاريخ 2025-05-18.
12. ↑  "«موسوعة تاريخ مملكة قرطبة..» إصدار جديد للباحث والمؤرخ ياسر سلامة أبو طعمة". جريدة الدستور الاردنية. مؤرشف من الأصل في 2025-01-24. اطلع عليه بتاريخ 2025-05-18.
13. ↑  الأردنية (بترا)، وكالة الأنباء. "وزارة الثقافة تصدر كتابا جديدا بعنوان "غنية الفقير في حكم حج الاجير"". بترا -وكالة الأنباء الأردنية. اطلع عليه بتاريخ 2025-05-18.
14. ↑  "قضاة قرطبة | الكُتْبا". alkutba.gov.jo. مؤرشف من الأصل في 2022-08-05. اطلع عليه بتاريخ 2025-05-18.
15. 1 2 3  "ديوانان جديدان للشاعر الأردني ياسر أبو طعمة". جريدة الدستور الاردنية. مؤرشف من الأصل في 2023-03-25. اطلع عليه بتاريخ 2025-05-18.
16. ↑  الأردنية (بترا)، وكالة الأنباء. "افتتاح معرض فن تشكيلي للفنان ياسر أبو طعمة في إربد (مصور)". بترا -وكالة الأنباء الأردنية. اطلع عليه بتاريخ 2025-05-18.
17. ↑  "مرصد الخميس". جريدة الدستور الاردنية. اطلع عليه بتاريخ 2025-05-18.
18. ↑  "القلائد اللؤلؤية في مدح خير البرية | الكُتْبا". alkutba.gov.jo. اطلع عليه بتاريخ 2025-05-18.
19. ↑  الأردنية (بترا)، وكالة الأنباء. "اشهار ديوان " القلائد اللؤلؤية في مدح خير البرية " في جرش". بترا -وكالة الأنباء الأردنية. اطلع عليه بتاريخ 2025-05-18.
20. ↑  "جامعة البلقاء التطبيقية ::  حفل اشهار وتوقيع  الديوان الشعري  ( زهرة الوديان ) في كلية عجلون الجامعية". www.bau.edu.jo. مؤرشف من الأصل في 2017-05-07. اطلع عليه بتاريخ 2025-05-18.
21. ↑  "«للقدس سلام ولبغداد تحية» ديوان جديد لياسر سلامة أبو طعمة". جريدة الدستور الاردنية. مؤرشف من الأصل في 2021-12-02. اطلع عليه بتاريخ 2025-05-18.
22. ↑  "القلائد اللؤلؤية في مدح خير البرية". Goodreads (بالإنجليزية). Retrieved 2025-05-18.
23. ↑  "افتتاح معرض فن تشكيلي للفنان ياسر أبو طعمة في إربد | ثقافة | وكالة أنباء سرايا الإخبارية - حرية سقفها السماء". www.sarayanews.com. اطلع عليه بتاريخ 2025-05-18.
24. ↑  "انطلاق مهرجان إبداعات جرشية". www.factjo.com. 28 يونيو 2022. مؤرشف من الأصل في 2022-07-20. اطلع عليه بتاريخ 2025-05-18.
25. ↑  الأردنية (بترا)، وكالة الأنباء. "مفكرة اليوم". بترا -وكالة الأنباء الأردنية. اطلع عليه بتاريخ 2025-05-18.
26. ↑  "جرش.. امسية شعرية على مدرج ارتيمس". www.factjo.com. 29 يوليو 2023. اطلع عليه بتاريخ 2025-05-18.
27. ↑  "#فضاءات | الحلقة 324 | الشاعر والباحث والفنان التشكيلي الأردني ياسر أبو طعمة | #قناة_الرافدين". مؤرشف من الأصل في 2023-05-19.